# رود میلا
رود میلا (انگلیسی: Myla) یک رودخانه در استان یاقوتستان کشور روسیه است.